# Geoffrey Jourdren
Geoffrey Jourdren, född 4 februari 1986 i Paris, är en fransk före detta fotbollsmålvakt. Han representerade bland annat Montpellier HSC.